# Pluto som plattcharmör
Pluto som plattcharmör (engelska: Pluto's Blue Note) är en amerikansk animerad kortfilm med Pluto från 1947.

## Handling
Pluto tycker om att sjunga, men det verkar som att både fåglarna och radion har svårt att uppskatta hans sångröst. Däremot når han framgång med det musikaliska när han upptäcker att hans svans fungerar perfekt som nål till en grammofon.

## Om filmen
Filmen nominerades till en Oscar för bästa animerade kortfilm vid Oscarsgalan 1948, men förlorade till förmån för Tweety Pie.
Sången You Belong to My Heart som spelas i filmen finns även med i Disney's långfilm Tre Caballeros 1944.

### Svenska utgivningar
Filmen hade svensk premiär den 11 oktober 1948 och visades på biografen Spegeln i Stockholm.
Filmen hade svensk nypremiär den 5 september 1954 och ingick i ett kortfilmsprogram tillsammans med kortfilmerna Kalle Ankas falska lejon, Jan Långben tar ridlektion, Jättens överman, Kalle Anka får bisyssla, En kofta åt Pluto, Kaninen med choklad i och Kalle Anka i paradiset.
Filmen har haft flera svenska titlar genom åren. Vid biopremiären 1948 gick den under titeln Pluto som plattcharmör. Alternativa titlar till filmen är Pluto som charmör, Plutos blå ton.
Filmen har givits ut på VHS och DVD och finns dubbad till svenska.

## Rollista
- Pinto Colvig – Pluto
- Billy Bletcher – ägare till musikaffären[14]